# Barmuara
Barmuara fou un estat tributari protegit de l'Índia a l'agència de Mahi Kantha a la regió de Gujarat, presidència de Bombai, amb una població el 1881 de 4056 habitants. Pagava tribut (90 lliures) a Baroda.